# Kriegerdenkmal (Rumbach)
Das Kriegerdenkmal in Rumbach ist ein denkmalgeschütztes Bauwerk.

## Lage
Das Bauwerk befindet sich in der Straße Kirchdöll in unmittelbarer Nähe zur Christuskirche auf dem umliegenden Friedhof.

## Geschichte
Das Kriegerdenkmal gedenkt der Gefallenen des Ersten Weltkriegs.

## Typologie
Die Gruppe der Monumente aus dieser Zeit ist zwar auf Grund ihrer zeitlichen Zuordnung als Einheit zusammenzufassen, von Gestaltung und Aussageabsicht her sind jedoch kaum größere Gegensätze denkbar. 
Dabei existiert der Standard-Typus des aufrechten „Feldgrauen“ – meist in Granit oder Betonguss – mit erheblichen Unterschieden in Gestus und Attributen. Letztere reichen von nachdenklich, trauernd, betend mit Fahne oder Gewehr, ebenso aber auch der Gefallene, Niedergestreckte oder Sterbende.